# 2012年美國州長選舉
2012年美國州長選舉同時於2012年11月6日在11個州和兩個地區舉行，為2012年美國大選的一部分。另外，在6月5日亦舉行了一次對威斯康辛州州長的罷免選舉。

## 預測
除特別說明，否則副州長的位置與州長相同。
| Source                                                                        | 民主黨安全 | 民主黨可能            | 民主黨傾向            | 勝負難分          | 共和黨傾向                     | 共和黨可能   | 共和黨安全        |
| Consensus among all predictions                                               | 特拉華州   |                       |                       | 新罕布什爾州      |                                | 印第安那州   | 北達科他州 猶他州 |
| The Cook Political Report 2012年8月17日 (updates)（页面存档备份，存于）       | 佛蒙特州   |                       | 密蘇里州 西維珍尼亞州 | 蒙大拿州 華盛頓州 | 北卡羅萊納州                   |              |                   |
| Governing 2012年7月24日 (updates)                                             | 佛蒙特州   | 密蘇里州              | 西維珍尼亞州          |                   | 蒙大拿州 北卡羅萊納州 華盛頓州 |              |                   |
| RealClearPolitics (updates)（页面存档备份，存于）                             | 佛蒙特州   | 密蘇里州 西維珍尼亞州 |                       | 蒙大拿州 華盛頓州 |                                | 北卡羅萊納州 |                   |
| The Rothenberg Political Report 2012年9月28日 (updates)（页面存档备份，存于） | 佛蒙特州   |                       | 密蘇里州 西維珍尼亞州 | 蒙大拿州 華盛頓州 | 北卡羅萊納州                   |              |                   |
| Larry Sabato's Crystal Ball 2012年10月4日 (updates)（页面存档备份，存于）     | 佛蒙特州   | 密蘇里州              | 華盛頓州 西維珍尼亞州 | 蒙大拿州          |                                | 北卡羅萊納州 |                   |
| Don Khoury GBRC 2012年10月9日 (updates)                                       | 密蘇里州   | 華盛頓州 西維珍尼亞州 |                       |                   | 新罕布什爾州 佛蒙特州          | 蒙大拿州     | 北卡羅萊納州      |
|                                                                               |            |                       |                       |                   |                                |              |                   |

## 卸任的民主黨州長

### 任期屆滿

#### 美屬薩摩亞：Togiola Tulafono
托吉奧拉·圖洛法那自2003年開始擔任州長，因到達任期限制而不能連任。
六名獨立候選人先後申請成為美屬薩摩亞總督候選人，分別是：前美屬薩摩亞社區學院院長Salu Hunkin-Finau、商人Timothy Jones、前總檢察長Afoa Moega Lutu、前美屬薩摩亞開發銀行行長洛洛·莫里加、副州長法阿·蘇力亞及前High Court of 美屬薩摩亞高等法院法官Save Liuato Tuitele。

#### 蒙大拿州：Brian Schweitzer
州長Brian Schweitzer在2012年到達任期限制。
參與競逐蒙大拿州州長的還有自由黨的Ron Vandevender。

### 退休

#### 新罕布夏州：John Lynch
州長John Lynch在任期屆滿以後將會退休。
新罕布夏州並沒有設立副州長一職，民主黨最終勝出。

#### 北卡羅萊納州：Beverly Perdue
州長Beverly Perdue在任期屆滿以後將會退休。
副州長將另外選出，最終共和黨勝出。

#### 華盛頓州：Christine Gregoire
州長Christine Gregoire在任期屆滿以後將會退休。
副州長將另外選出，最終民主黨勝出，延續自1985年的執政。

## 卸任的共和黨州長

### 任期屆滿

#### 印地安那州：Mitch Daniels
州長Mitch Daniels在2012年到達任期限制。

## 競逐連任的民主黨州長

### 德拉瓦州
州長傑克·馬凱爾將競逐連任。他的共和黨對手將會是Jeff Cragg。
副州長將另外選出，最終 由Jack Markell勝出。

### 密蘇里州
傑伊·尼克森有資格連任州長，他亦會參與是次選舉
聖路易斯商人Dave Spence在共和黨2012年8月7日舉行的黨內初選擊敗律師Bill Randles取得提名。，至於自由黨候選人為Jim Higgin。
副州長將另外選出，尼克森州長最終成功連任。

### 佛蒙特州
佛蒙特州州長任期兩年，可以連任。州長彼得·舒姆林是2010年佛蒙特州州長選舉的勝利者，他會在這一次選舉競逐連任。他的共和黨對手為州參議員Randy Brock。
副州長將另外選出。

### 西維吉尼亞州
西維吉尼亞州最高上訴法院在2011年1月18日裁定該年西維吉尼亞州必須舉行一次特殊的州長選舉以填補前州長喬·曼欽參與美國參議院選舉以後的空缺。州參議院議長及代州長Earl Ray Tomblin於2011年10月4日舉行的特殊選舉當選州長。他能在2012年的州長選舉中競逐完成下一個完整任期，他亦表示會參與是次選舉。西維吉尼亞州共和黨支部主席Mike Stuart已宣布他不會競逐州長。
Tomblin的共和黨競爭者、商人Bill Maloney已辦理選舉手續再次參加競選，至於自由黨候選人為David Moran。
副州長將由州參議院選出，共和黨最終勝出選舉。

## 競逐連任的共和黨州長

### 北達科他州
州長傑克·達林普擊敗後來成為參議員约翰·霍文成為州長，亦將參加選舉以競逐完成下一個完整任期。Drew Wrigley將為他的競選拍檔。
北達科他州參議院少數黨領袖Ryan Taylor是民主黨的州長候選人，Ellen Chaffee是他的競選拍擋。共和黨最終勝出，維持該州自1992年的執政。

### 波多黎各
總督Luis Fortuño（波多黎各新進步黨）符合資格應選連任，他亦會參加選舉。
波多黎各並無副總督一職。

### 猶他州
2010年猶他州州長補選當選的州長Gary Herbert已完成上一個不完整的任期，他將競逐完成下一個完整州長任期。
其對手為民主黨的一位商人及退役少將Peter Cooke、自由黨的醫療研究員Ken Larson以及憲法黨的Kirk D. Pearson。

## 遭罷免的共和黨州長

### 斯考特·沃克（威斯康星州）
威斯康星州州長斯考特·沃克在6月5日地罷免州長投票中以53%獲勝。2011年，反對沃克出任州長的百分比徘徊在50–51%，而他的支持率則為47–49%。 沃克以七個百分點勝出，成為美國首位贏得州長罷免選舉的州長。